# Baoshan (Yunnan)
Pour les articles homonymes, voir Baoshan (homonymie), Bǎo et Shān.
Baoshan (chinois : 保山市 ; pinyin : Bǎoshān shì) est une ville-préfecture de l'ouest de la province du Yunnan en Chine. Elle compte environ 120 000 habitants, dont environ 1,5 % de chrétiens. Elle est située entre la frontière de la Birmanie et le fleuve Mékong, dans une région d'élevage.

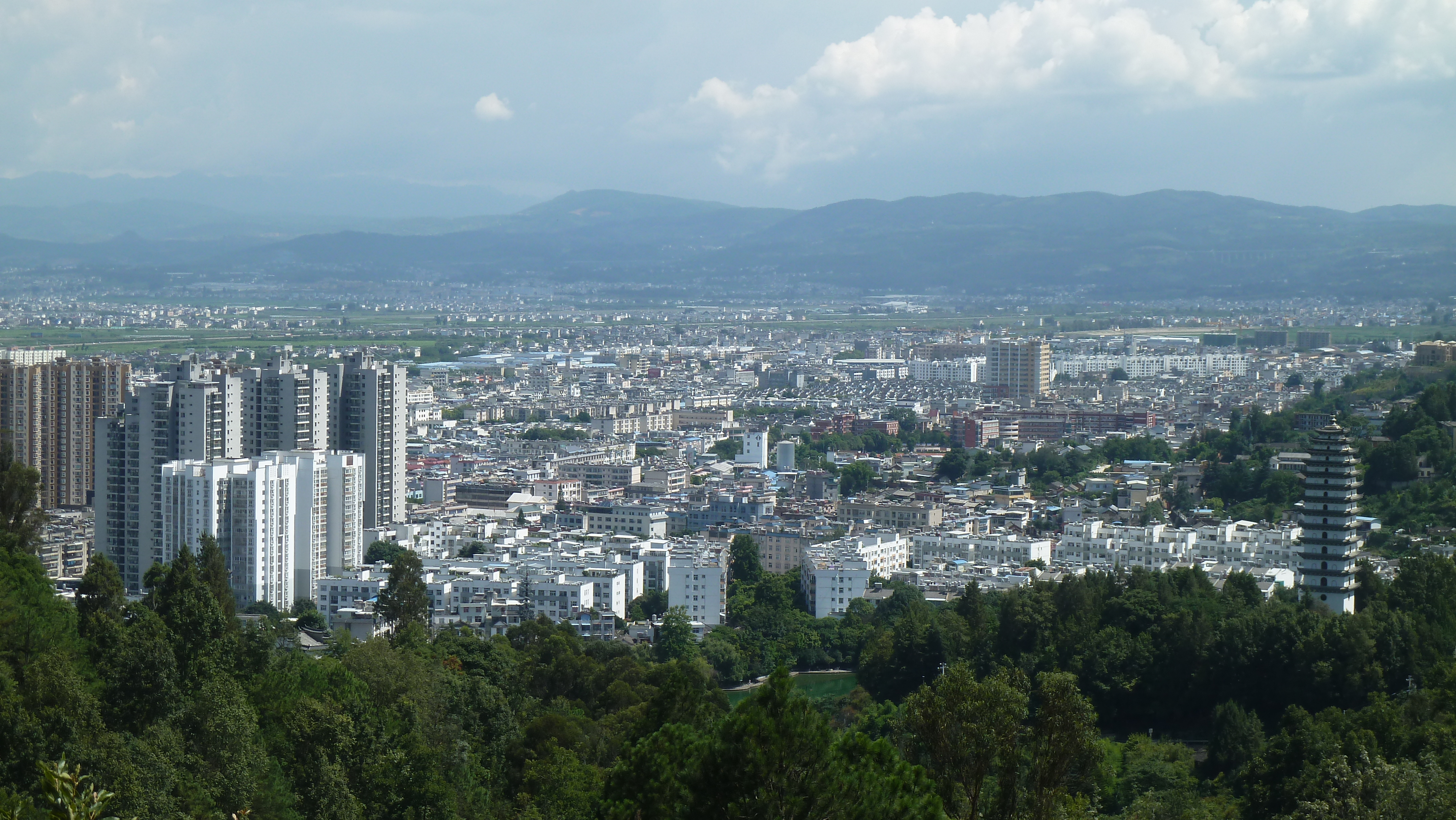
Vue du district de Longyang à Baoshan depuis le parc Taibao

## Histoire
Sous la dynastie Ming, alors appelée préfecture de Yongchang (永昌府, yǒngchāng fǔ), elle était célèbre pour la fabrication des yunzi, les pièces du jeu de go.

## Climat
Les températures moyennes pour la ville de Baoshan vont de +9 °C pour le mois le plus froid à +21,5 °C pour le mois le plus chaud, avec une moyenne annuelle de +16,3 °C (chiffres arrêtés en 1990).

## Subdivisions administratives
La ville-préfecture de Baoshan exerce sa juridiction sur cinq subdivisions - un district et quatre xian :
- le district de Longyang - 隆阳区 Lóngyáng Qū ;
- le xian de Shidian - 施甸县 Shīdiàn Xiàn ;
- le xian de Tengchong - 腾冲县 Téngchōng Xiàn ;
- le xian de Longling - 龙陵县 Lónglíng Xiàn ;
- le xian de Changning - 昌宁县 Chāngníng Xiàn.

## Économie
Baoshan possède un aéroport (code AITA : BSD).